# Johan 1., greve af Nassau-Weilburg
Johan 1., greve af Nassau-Weilburg (født 1309, død 20. september 1371 i Weilburg) var regerende greve af Nassau-Weilburg fra 1346 og fyrstelig greve fra 1366. 
Grev Johan 1. var grundlægger af den ældre linje Nassau-Weilburg. Den yngre linje Nassau-Weilburg blev grundlagt af Ernst Casimir af Nassau-Weilburg (1607–1655) 300 år senere.

## Forældre
Grev Johan 1. var søn af Gerlach 1., greve af Nassau-Wiesbaden-Idstein-Weilburg (1285–1361) og Agnes af Hessen.
Grev Johan 1. var sønnesøn af den tyske konge Adolf af Nassau (før 1250–1298).  

## Familie
Grev Johan 1. var først gift med Gertrud af Merenberg og Gleiberg (død 1350). De fik en datter, der døde som barn. 
Grev Johan 1. blev senere gift med arvegrevinde Johanna af Saarbrücken-Commercy (død i slutningen af 1381) (datter af grev Johan 2. af Saarbrücken-Commercy (1325–marts 1381)). De fik syv børn. Philip 1., greve af Nassau-Saarbrücken-Weilburg var deres ældste overlevende søn.